# Херардо Торрадо
Херардо Торрадо (ісп. Gerardo Torrado; нар. 30 квітня 1979, Мехіко) — мексиканський футболіст, півзахисник клубу «Крус Асуль» та, в минулому, збірної Мексики.

## Клубна кар'єра
У дорослому футболі дебютував 1997 року за команду «Пумас». За УНАМ провів три сезони, взявши участь у 44 матчах чемпіонату.
З 2000 року грав в Іспанії. Спочатку були клуби Сегунди «Тенерифе» та «Полідепортіво». В 2002 отримав запрошення від клубу «Севілья», який грав у іспанській Прімері. Сезон 2004/05 повів за сантандерський «Расінг» і повернувся на батьківщину.
До складу «Крус Асуля» приєднався в 2005 році. Наразі встиг відіграти за команду з Мехіко понад 300 матчів у національному чемпіонаті. Двічі з клубом доходив до фіналу ліги чемпіонів КОНКАКАФ.

## Виступи за збірну
1999 року дебютував за національну збірну Мексики. Протягом кар'єри у складі головної команди країни, що тривала 15 років, провів у її формі 146 матчів і забив 6 голів.
У складі збірної був учасником трьох чемпіонатів світу: 2002 року в Японії і Південній Кореї, 2006 року у Німеччині та 2010 року у ПАР. Чотири рази брав участь у розіграшах кубка Америки: 1999 у Прагваї, 2001 у Колумбії, 2004 у Перу та 2007 у Венесуелі; виграв одну срібну та дві бронзові нагороди. Був учасником двох кубків конфедерацій: 1999 у Мексиці та 2005 у Німеччині. Виграв перший з цих турнірів. Чотири рази брав участь у розіграшах Золотого кубка КОНКАКАФ: 2000 2007 2009 та 2011. У складі збірної Мексики виграв два турніри.

## Титули і досягнення

### Командні
- Переможець Кубка конфедерацій (1): 1999
- Володар Золотого кубка КОНКАКАФ (2): 2009, 2011
- Срібний призер Золотого кубка КОНКАКАФ: 2007
- Срібний призер Кубка Америки: 2001
- Бронзовий призер Кубка Америки: 1999, 2007
- Фіналіст ліги чемпіонів КОНКАКАФ (2): 2009, 2010
- Віце-чемпіон Мексики (3): 2008(К), 2008(А), 2009(А)

## Голи за збірну Мексики
| № | Місце           | Дата       | Суперник  | Рахунок | Голи |
| - | --------------- | ---------- | --------- | ------- | ---- |
| 1 | Асунсьйон       | 10.07.1999 | Перу      | 3:3     | Гол  |
| 2 | Ріфу            | 09.06.2002 | Еквадор   | 2:1     | Гол  |
| 3 | Сан-Луїс-Потосі | 02.06.2007 | Іран      | 4:0     | Гол  |
| 4 | Матурін         | 08.07.2007 | Парагвай  | 6:0     | Гол  |
| 5 | Глендейл        | 12.07.2009 | Гваделупа | 2:0     | Гол  |
| 6 | Іст-Резерфорд   | 26.07.2009 | Перу      | 5:0     | Гол  |